# Waterloo (schip)

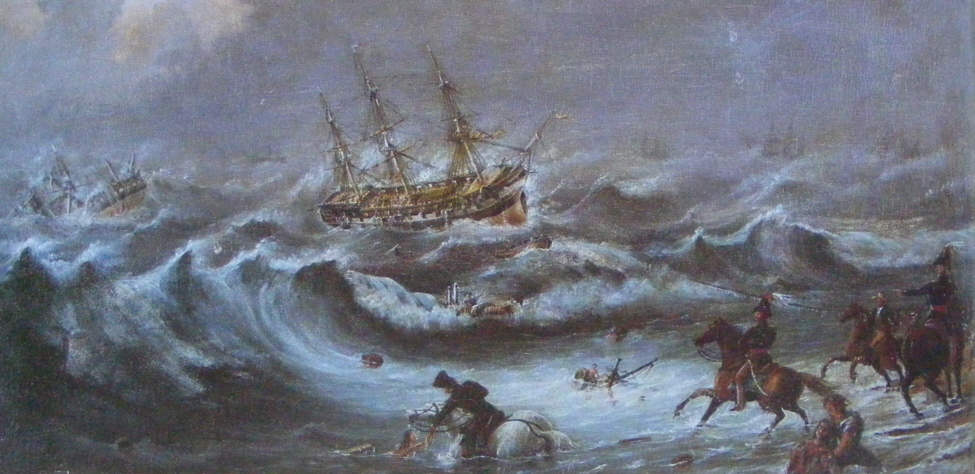
De Waterloo en de Abercrombie Robinson.

De Waterloo was een Brits schip dat op 28 augustus 1842 verging in de Tafelbaai bij Zuid-Afrika. Van de 296 mensen aan boord verdronken er 190.

## Geschiedenis
De Waterloo werd gebouwd als passagiersschip en was in augustus 1842 onderweg naar Tasmanië met 300 gevangenen en hun families aan boord. Henry Agar was de kapitein.
In de nacht van 28 augustus 1842 was er een storm en de kabel brak die de boot op zijn plek moest houden. Het gevolg daarvan was dat het schip met de golven mee ging en vast liep op de grond. Paniek brak uit en mensen sprongen overboord om zichzelf te redden.
De Abercrombie Robinson verging in dezelfde storm, maar daar bleef het rustig. Van de 700 mensen aan boord kwam niemand om, in tegenstelling tot de Waterloo, waar 190 mensen zouden verdrinken. Een belangrijke factor hierin kon zijn dat bij het ene schip ging om een gevangenenschip en bij de andere om een troepentransport.